# Północno-zachodnia grań Rakonia

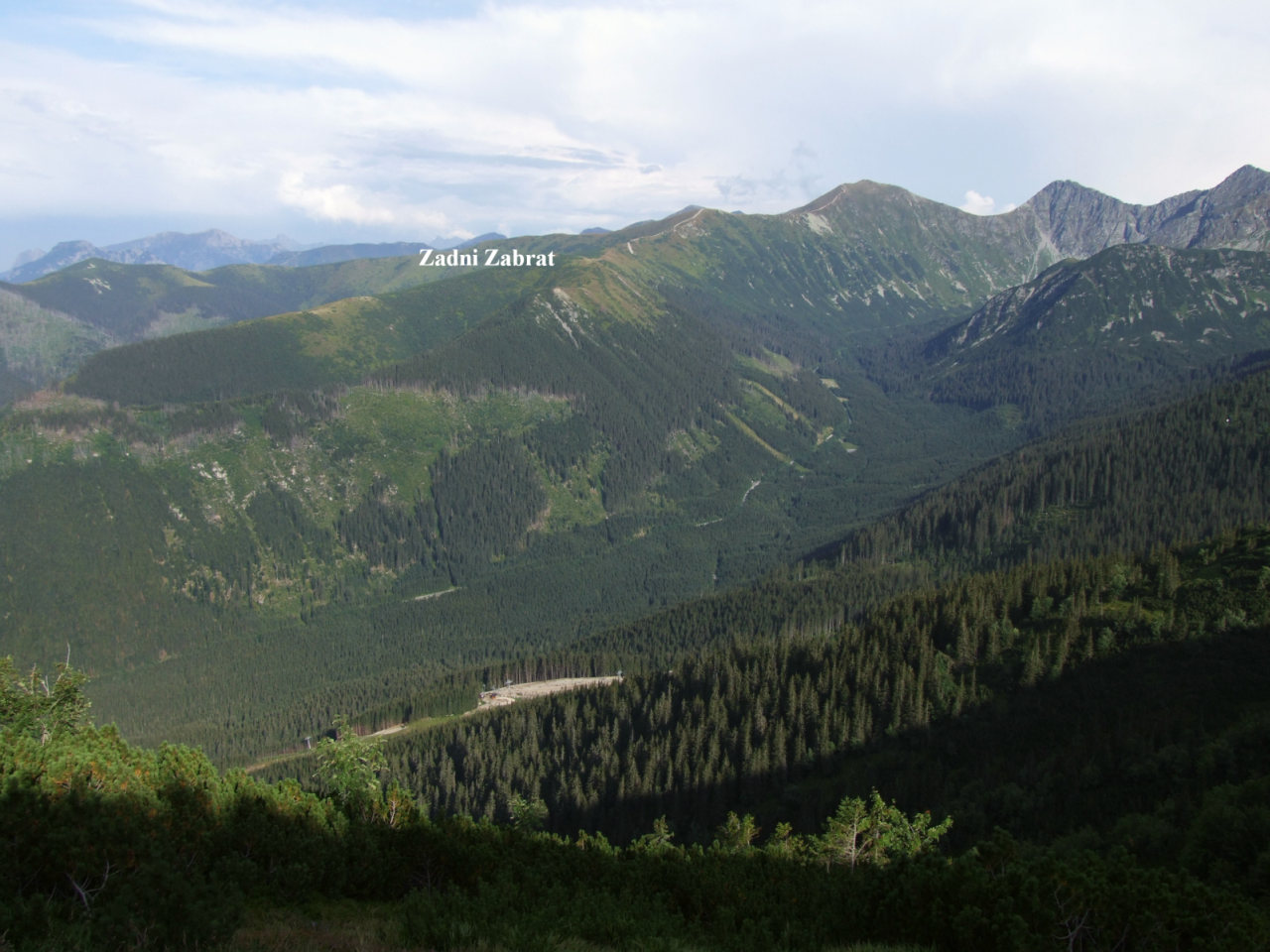
Na prawo od Zadniego Zabratu: Rakoń, Wołowiec, Rohacze

Północno-zachodnia grań Rakonia, znana również jako Zabraty – boczny, odbiegający na północny zachód od Rakonia grzbiet górski w słowackich Tatrach Zachodnich. W grzbiecie tym w kierunku od wschodu na zachód wyróżnia się:
- Zabratową Przełęcz (1656 m n.p.m.),
- wierzchołek Zadni Zabrat (1693 m),
- wierzchołek Przedni Zabrat (1577 m),
- opadający do Zwierówki Skrajny Szyndlowiec, będący zakończeniem grzbietu.

Grzbiet rozdziela Dolinę Rohacką od Doliny Łatanej. Dawniej jego trawiaste wierzchołkowe partie były wypasane, po zaprzestaniu wypasu i włączeniu tego obszaru do TANAP-u porastają stopniowo kosodrzewiną. W dolnych partiach zboczy rosną bujne lasy świerkowe. Szlaki turystyczne nie prowadzą przez wierzchołek grzbietu, a jedynie jego stokami do Zabratowej Przełęczy.

## Szlaki turystyczne
– żółty szlak ze Zwierówki przez Dolinę Łataną na Zabratową Przełęcz, stąd dalej grzbietem na Rakoń.
- Czas przejścia ze schroniska na Zwierówce na przełęcz: 2:45 h, ↓ 2:15 h
- Czas przejścia z przełęczy na Rakoń: 30 min, z powrotem tyle samo

  – zielony szlak z przełęczy do Bufetu Rohackiego. Czas przejścia: 30 min, ↑ 45 min